# Carl Spatz

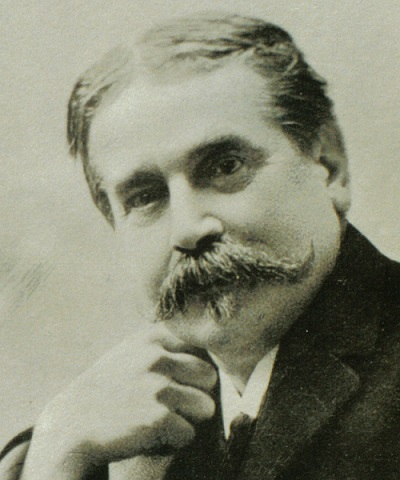
Carl Spatz (um 1900)

Carl Spatz (* 4. November 1845 in Homburg; † 14. Dezember 1907 in Köln) war ein deutscher Architekt und Gründungsdirektor der Pfalzgalerie Kaiserslautern.

## Leben
Carl Spatz war der älteste Sohn des Oberbaurats Friedrich Ludwig Spatz und Enkel des für die Pfalz bedeutenden Kreisbaurats Johann Bernhard Spatz. Er heiratete mit Clothilde Euler, Tochter von Carl Friedrich Euler, dem Mitbegründer und ersten Direktor der Eisenwerke Kaiserslautern AG.
Carl Spatz studierte 1865 – 1869 technische Wissenschaften an der Technischen Hochschule (Polytechnikum) München bei Architekturprofessor Gottfried von Neureuther. 1865 wurde er Mitglied des Corps Vitruvia München.
Nach Abschluss des Studiums absolvierte er 1869 ein Volontariat in einem Architekturbüro in München. Am Deutsch-Französischen Krieg 1870/71 nahm er als Unterleutnant der Landwehr. Von 1871 bis 1874 war er Baupraktikant in München und legte dort 1874 die Prüfung zum Bauassessor ab. Im selben Jahr zog er nach Kaiserslautern.
Als Architekt war Spatz der Neorenaissance verpflichtet. In Kaiserslautern entstand in den Jahren 1875 – 1880 das Pfälzische Gewerbemuseum, heutiges Museum Pfalzgalerie, sowie 1886 die Villa Kröckel und die Villa Spatz/Euler. Auch in anderen Städten der Pfalz finden sich Gebäude nach seinen Plänen.
Von 1874 bis 1896 war Spatz Leiter der königlichen Kreisbaugewerkschule und von 1880 bis 1896 Direktor des Pfälzischen Gewerbemuseums. Er erwarb die kunsthandwerkliche Sammlung des Münchener Künstlers Lorenz Gedon für das Museum.
Carl Spatz war Vorstand des Gewerbevereins Kaiserslautern und des Verbandes pfälzischer Gewerbevereine.
1896 zog er um nach Köln, wo er in der Bismarckstraße 32 wohnte und als freischaffender Architekt tätig war.

## Bekannte Bauten in Kaiserslautern

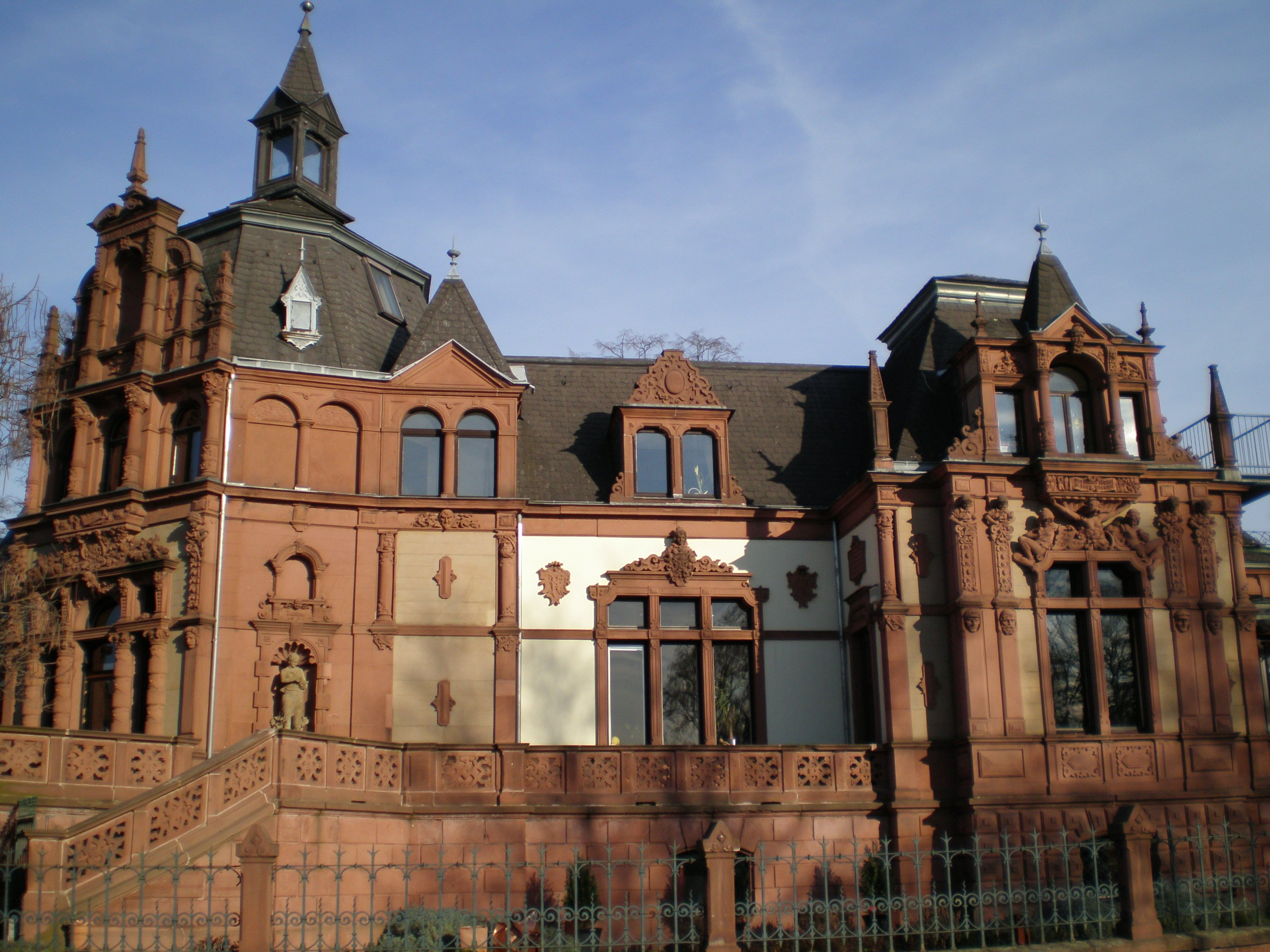
Villa Kröckel, Ansicht vom Stadtpark

- Pfälzisches Gewerbemuseum; heute Museum Pfalzgalerie
- königliche Kreisbaugewerkschule
- Villa Kröckel, Pirmasenser Straße 59
- Villa Spatz/Euler, Logenstraße 4